# Luciano Savorini
Luciano Savorini  (Olasz Királyság, Ferrara, 1885. október 3. – Olaszország, Bologna, 1964. október 30.) olimpiai bajnok olasz tornász.
Részt vett az 1912. évi nyári olimpiai játékokon Stockholmban. Egy torna versenyszámban indul. Csapatverseny meghatározott szereken aranyérmes lett.
Klubcsapata a S.G. Fortitudo Bologna volt.